# Мариниана
Егнация Мариниана (на латински: Egnatia Mariniana; † преди 253 г.) е втората съпруга на римския император Валериан и майка на император Галиен и Валериан Младши. Тя е Августа.
Произлиза от фамилията Егнации. Тя е дъщеря на Егнаций Виктор Мариниан, легат на Арабия и Горна Мизия.
На монетите ѝ пише: DIVAE MARINIANAE.